# プレッピー
プレッピー（preppy、preppie）またはプレップ（prep）は、アメリカ合衆国北東部の古いインデペンデント・スクール予科に関連するアメリカ合衆国のサブカルチャー。この用語は、これらの学校の学生またはOB・OGの特徴を示す際に使用される。プレッピーの特徴には、上流階級の育ちを反映した、特定のサブカルチャー的言説、語彙、服装、癖、マナーが含まれる。